# NGC 7392
NGC 7392 is een balkspiraalstelsel in het sterrenbeeld Waterman. Het ligt 145 miljoen lichtjaar van de Aarde verwijderd en werd op 11 september 1787 ontdekt door de Duits-Britse astronoom William Herschel.

## Synoniemen
- ESO 603-22
- MCG -4-53-40
- PGC 69887